# Litošice
Litošice település Csehországban, a Pardubicei járásban. Litošice Horka I, Semtěš, Sovolusky, Morašice, Jankovice, Horušice, Bílé Podolí és Brambory településekkel határos. Lakosainak száma 163 fő (2024. január 1.).

## Népesség
A település lakosságának változását az alábbi diagram mutatja:
| Lakosok száma | 350  | 380  | 385  | 206  | 117  | 138  | 132  | 141  | 161  | 163  |
|               | 1869 | 1900 | 1921 | 1961 | 1980 | 2011 | 2016 | 2019 | 2021 | 2024 |